# Scindapsus latifolius
Scindapsus latifolius är en kallaväxtart som beskrevs av Mitsuru Hotta. Scindapsus latifolius ingår i släktet Scindapsus och familjen kallaväxter. Inga underarter finns listade.